# Loma Vista Recordings
Loma Vista Recordings (від ісп. Loma Vista — «вид на пагорб») — незалежний лейбл звукозапису, заснований Томом Воллі, колишнім головою та генеральним директором Warner Bros. Records та виконавчим директором в Interscope Records. Базується в Беверлі-Гіллз і Брукліні.

## Виконавці

### Поточні виконавці
- Action Bronson
- Common
- Denzel Curry
- DJDS
- Ghost
- Health
- Іггі Поп
- Кілер Майк
- Korn
- Local Natives
- Manchester Orchestra
- Марго Прайс
- Militarie Gun
- Overcoats
- The Revivalists
- Rhye
- Rise Against
- Роберт Гласпер
- Sampa the Great
- Show Me the Body
- Skegss
- Soccer Mommy
- Sylvan Esso
- Енні Кларк

### Колишні виконавці
- Еліс Ґласс
- Cut Copy
- Деміан Марлі
- Injury Reserve
- Little Dragon
- Мерілін Менсон[2][3]
- Soundgarden
- Spoon

## Нагороди
- У 2013 році лейбл отримав свою першу номінацію «Греммі» за саундтрек до фільму «Джанґо вільний», що вийшов у грудні 2012 року[4].
- У 2014 році лейбл отримав дві номінації «Греммі» за однойменний альбом St. Vincent (найкращий альбом альтернативної музики) та Little Dragon's Nabuma Rubberband (найкращий танцювальний/електронний альбом)[5].
- Сент-Вінсент було номіновано «Греммі» за свій однойменний альбом 8 лютого 2015 року[6]. Вона стала першою жінкою-солісткою, яка перемогла в категорії «Найкращий альбом альтернативної музики» з часів Шинейд О'Коннор у 1991 році.
- Гурт Ghost отримав «Греммі» у номінації «Найкращий метал-виконавець» за пісню «Cirice» у 2016 році.
- Сильван Ессо був номінований на «Греммі» за найкращий танцювальний альбом у 2017 році.
- На 61-й щорічній церемонії вручення премії «Греммі» гурт St. Vincent's Masseduction отримав нагороду за найкращий звукозапис і найкращу рок-пісню за заголовний трек, а також був номінований на найкращий альбом альтернативної музики[7].